# Nyúltvelő

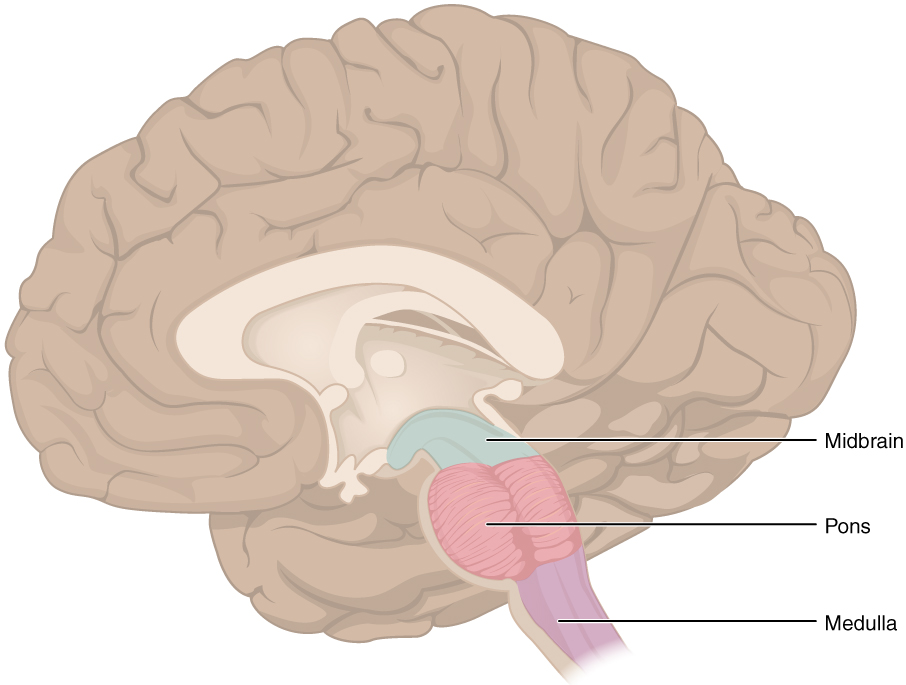
A nyúltvelő (lila színnel jelölve)

A nyúltvelő (medulla oblongata) a gerincvelő folytatása, az öreglyuktól a hídig terjed. Felfelé szélesedő csonkakúp alakú agyrész. Az öreglyuknál keresztmetszetén még a gerincvelőre jellemző, pillangó alakú szürkeállomány található, ami feljebb fellazul, hálózatos sejtrendszert alkot, a formatio reticularist. Ez a sejtszerkezet az agytörzsben végig megtalálható. 
A gerincvelő hasadéka és barázdái jól láthatóan folytatódnak a nyúltvelőn. A fel- és leszálló pályák áthaladnak rajta. A pyramispálya kereszteződése a nyúltvelő gerincvelői végénél szabad szemmel felismerhető.
A nyúltagy oldalsó szélén a híd (pons) alatt ovális duzzanat emelkedik ki (oliva). Négy pár agyideg ered innen, amelyek gyökereit a kilépés helyén szabad szemmel is látni lehet (a IX., X., XI. és a XII. agyideg)
A nyúltvelőben található a létfontosságú légző- és érmozgató központ, ezenkívül a védekező és táplálkozási feltétlen reflexműködések központja.